# Leśniczówka (Różanna)
Leśniczówka – część wsi Różanna w Polsce, położona w województwie mazowieckim, w powiecie przysuskim, w gminie Odrzywół.
W latach 1975–1998 Leśniczówka położona była w województwie radomskim.